# Kritikai retorika
A kritikai retorika a kibővült retorikafogalom egyik fajtája. Szövegének megalkotásakor nincs szükség a többi retorikai ág kizárására, mivel azok nem zárják ki egymást.

## Története
A kritikai retorika az ideológiai kritikából nőtte ki magát, melynek fogalmát az 1970-es évek kommunikációtudományi fejlesztéseinek idején alkották meg. Míg az ideológiai kritika főként marxista elgondolásokon és a frankfurti iskola felfogásain alapul, a kritikai retorika inkább Michel Foucault munkáiban gyökerezik.
A kritikai retorikusok Marx, a Frankfurti iskola és Foucault szellemében dolgoznak az uralom és a szabadság kritikáját szem előtt tartva. Az uralom kritikája a hatalom hegemón diskurzusainak kritikáját jelenti. A szabadság kritikája ezzel szemben a mindennapi társas kapcsolatok kritikáját jelenti, amely folytonosan önkritikus. A kritikai retorika lényegében a hatalom diskurzusát igyekszik leleplezni.

## A kritikai retorika
Raymie McKerrow irányadó esszéje szerint a kritikai retorika egy gyakorlati és elméleti megközelítése a szerteágazó kritikai munkáknak azok átfogó kritikai szellemében. Azt szolgálja, hogy a társadalomban összekapcsolja a tudás látszólag össze nem függő erőit annak érdekében, hogy felismerjék az elnyomás és a marginalizáció körülményeit. Társadalmi megítélést alkot arról, hogy mit tegyünk az elemzés eredménye után a résztvevők számára azonosítva a jövőbeni cselekvés lehetőségeit. A kritikus pártfogói állást foglal a felkínálkozó elemzésekben.
McKerrow nem előírt utópiák irányába mutat, nem előre determinált álláspontok felé, hanem felismeri a normatív konstrukciók függő jellegét. Nem részesít előnyben azzal, hogy az értelmezési lehetőségeket növeli a megfontolás érdekében. Esszéjében ugyanarra a kritikai szellemre utal, amelyről Horkheimer, Adorno, Habermas és Foucault is beszélt.
A kritikai tevékenység, csakúgy mint a szónoki beszéd, szintén művészi jellegű teljesítmény, és mint ilyen, túlmutat a hagyományos érvelés azon tézisén, hogy a kritika a racionalitás eszköze. A kritika olyan kulturális töredékek gyűjteménye, amely megtestesült módszerként értendő. A kritikai szubjektivitás a körülmények megalkotásának és azonosításának humánus társadalmi változásának lehetőségét mutatja.
A kritikai retorika eshetőségbe vetett bizalma jelentős. A kritikai rétor pedig komoly státusszal bír.

## A kritikai retorika kritikája
Barbara Biesecker McKerrow tézisét azzal bővíti és korrigálja, hogy a kritikai retorika a dialektikus kettősségbe esés veszélyével fenyeget az uralkodó és az elnyomott között.
Dana Cloud szerint a kritikai retorika annak esélyét növeli, hogy az idealizmus és relativizmus kelepcéjébe essünk, ha posztmodern és posztstrukturalista elmélkedők marxista dialektusokat használnak fel újra a kritikai tevékenység alapjaként. Szerinte a diskurzusra történő koncentrálás mellőzi a valós, tárgyi feltételeket, melyek előidézik és amelyek eredménye ez a diskurzus.

## Kitekintés
Míg a korábbi felfogások a marxi téziseket a retorikai kritikához sorolták, a későbbi értelmezések – elsősorban McKerrow és Biesecker munkái – a francia elméletet tették uralkodó gondolatmenetté a kritikai retorikában. Mostanság a tudósok azt állítják, hogy a retorika mint tudomány elvesztette pszichoanalitikus örökségét, és talán vissza kellene térnie Freud tanaihoz annak érdekében, hogy jobban megértse a kortárs gondolkodókat.

## A kritikai retorika jelentős tudósai

### Németország
- Karl Marx
- Friedrich Nietzsche
- Sigmund Freud
- Walter Benjamin
- Theodor Adorno
- Max Horkheimer
- Jürgen Habermas

### Franciaország
- Jacques Lacan
- Louis Althusser
- Michel Foucault
- Luce Irigaray
- Julia Kristeva
- Jacques Derrida
- Gilles Deleuze

### Olaszország
- Antonio Gramsci
- Giorgio Agamben
- Antonio Negri

### Amerikai Egyesült Államok
- Judith Butler